# Stadio di Kaliningrad
Lo Stadio di Kaliningrad, noto anche con il nome di Arena Baltika, è uno stadio che si trova nell'omonima città, in Russia, ed è uno dei 12 stadi che hanno ospitato il campionato mondiale di calcio 2018. La capienza era stata inizialmente prevista per 45 000 spettatori, tuttavia il progetto è stato ridimensionato e semplificato, e lo stadio contiene 10 000 spettatori in meno del previsto.

## Problemi durante la costruzione
I lavori di costruzione sono partiti nel 2014 ma, nello stesso anno, la società che aveva vinto l'appalto, il costruttore Mostovik, è stata dichiarata fallita per bancarotta. L'intervento pubblico ha fatto continuare i lavori così da essere pronti per il 2018.
Ciò ha comunque comportato un rallentamento e uno slittamento della data di inaugurazione.

## Coppa del Mondo FIFA 2018

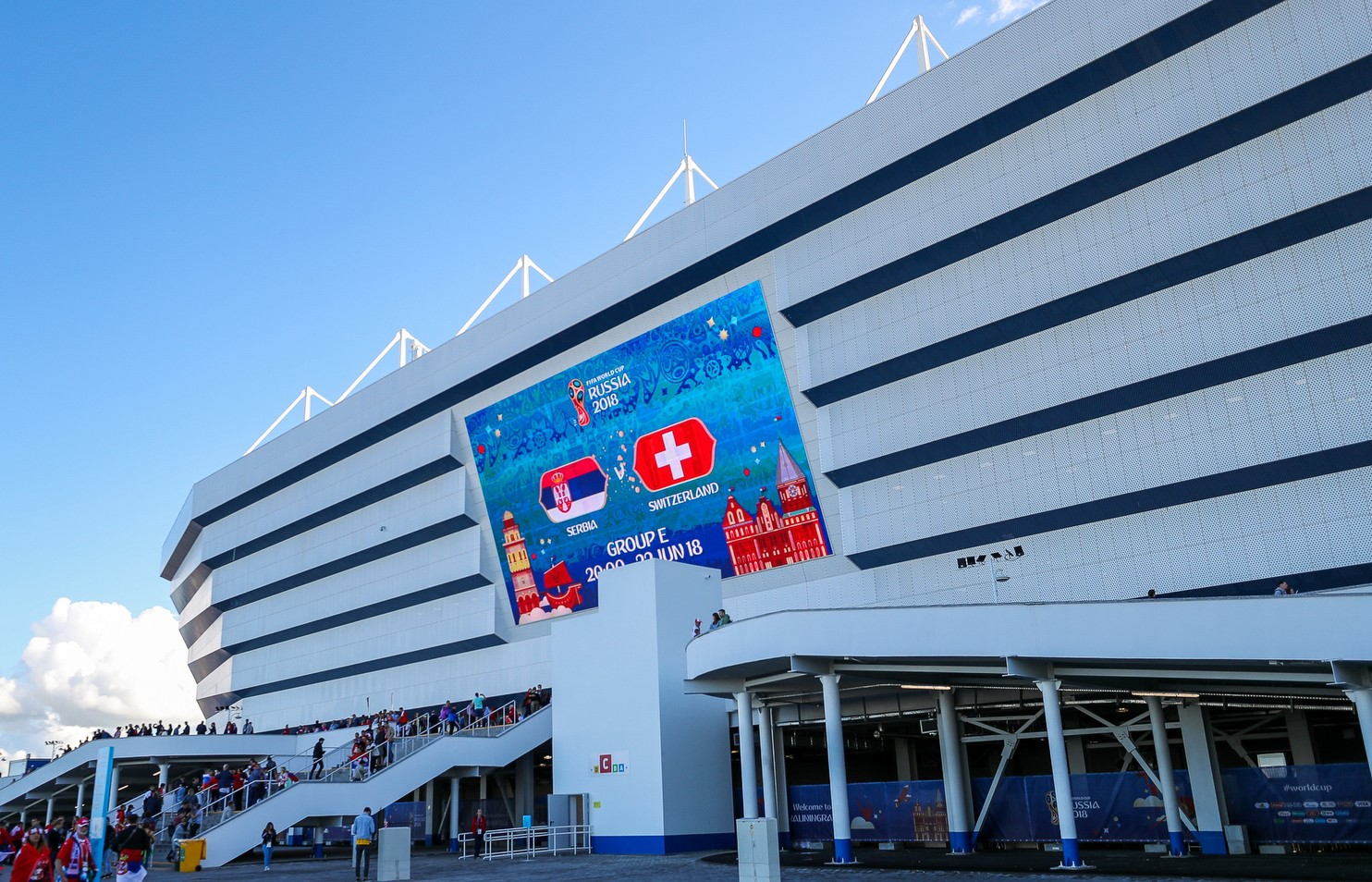
Lo stadio durante i Mondiali 2018

| Data           | Ora   | Squadra #1  | Ris.  | Squadra #2 | Fase del torneo | Spettatori |
| -------------- | ----- | ----------- | ----- | ---------- | --------------- | ---------- |
| 16 giugno 2018 | 21:00 | Croazia     | 2 - 0 | Nigeria    | Girone D        | 31 136     |
| 22 giugno 2018 | 20:00 | Serbia      | 1 - 2 | Svizzera   | Girone E        | 33 167     |
| 25 giugno 2018 | 20:00 | Spagna      | 2 - 2 | Marocco    | Girone B        | 33 973     |
| 28 giugno 2018 | 20:00 | Inghilterra | 0 - 1 | Belgio     | Girone G        | 33 973     |